# 法属印度共产党
法属印度共产党（法語：Parti communiste de l'Inde française）是法属印度的一个共产主义政党。该党崛起于1940年代第二次世界大战期间。它的意识形态是共产主义、马克思列宁主义。总部位于本地治里。它的秘书长是V·苏比亚。该党在推动结束法国在法属印度的殖民统治的群众斗争中起了很大作用。1954年，法属印度完全回归印度后，该党并入了印度共产党。